# Matteo Furlan
Matteo Furlan (San Vito al Tagliamento, 29 de mayo de 1989) es un deportista italiano que compite en natación, en la modalidad de aguas abiertas.
Ganó tres medallas en el Campeonato Mundial de Natación, en los años 2015 y 2017, y cuatro medallas en el Campeonato Europeo de Natación entre los años 2016 y 2024.

## Palmarés internacional
| Campeonato Mundial | Campeonato Mundial    | Campeonato Mundial | Campeonato Mundial |
| Año                | Lugar                 | Medalla            | Prueba             |
| ------------------ | --------------------- | ------------------ | ------------------ |
| 2015               | Kazán (Rusia)         | Medalla de bronce  | 5 km               |
| 2015               | Kazán (Rusia)         | Medalla de bronce  | 25 km              |
| 2017               | Budapest (Hungría)    | Medalla de plata   | 25 km              |
| Campeonato Europeo |                       |                    |                    |
| Año                | Lugar                 | Medalla            | Prueba             |
| 2016               | Hoorn (Países Bajos)  | Medalla de plata   | 25 km              |
| 2018               | Glasgow (Reino Unido) | Medalla de bronce  | 25 km              |
| 2021               | Budapest (Hungría)    | Medalla de plata   | 25 km              |
| 2024               | Belgrado (Serbia)     | Medalla de plata   | 25 km              |